# こちら妖怪新聞社!
『こちら妖怪新聞社!』（こちらようかいしんぶんしゃ!）は、藤木稟による日本の児童文学作品。イラストは清野静流が担当。青い鳥文庫（講談社）から刊行されている。

## ストーリー
主人公、安堂ミラが妖怪新聞の記者になり色々な事件を解決しながら成長していく話。

## 登場人物

### 妖怪新聞記者
安堂ミラ
妖怪新聞記者。しっかり物でお人よし（困っている人を放っておけない）で一匹狼な性格。うっかり物の父のせいで妖怪新聞記者になる。
鬼塚
妖怪新聞社の編集長。
弓削道流
妖怪嫌いで妖怪を見れば片っ端から封印している。
春雷
ミラの使い魔で100歳だがまだ子供。奇妙な格好をしていて関西弁で話す。人間に変身すると、5歳位の男の子になる。

### 妖怪
ぬべらぼう
火車
サトリ
抱き女
白怒丸
小夜子の父親。

### クラスメイト
小夜子
半妖。身体能力が高く、他人の生気を吸い取ることができる。ミラが担当した事件をきっかけにミラと親友になる。
弓削鏡子
道流の妹。クールで一匹狼。
汀
サトリの被害にあったのが原因で夜逃げしている。

## その他
瓢箪和尚
ミラの師匠。

## 用語
妖怪探知機
妖怪を探知できる機械。
如意棒
ミラが鬼塚から貰った棒。通称ぶったたき棒。
鬼
恨みを持った人間が妖怪に付け込まれて変化したもの。

## 作品リスト
- こちら妖怪新聞社!(1)〜妖怪新聞記者、ミラ誕生〜
- こちら妖怪新聞社!(2)〜妖怪新聞記者VS.謎の聖王母教〜
- こちら妖怪新聞社!(3)〜白い狼と謎の火車〜
- こちら妖怪新聞社!(4)〜恐ろし山の秘密〜
- 妖魔境と悪魔の教室(5)〜こちら妖怪新聞社!〜
- 「愛」との戦い(6)〜こちら妖怪新聞社!〜
- 激突!伝説の退魔師(7)〜こちら妖怪新聞社!〜
- 変形自在の魔物(8)〜こちら妖怪新聞社!〜
- 幽霊館の怪事件(9)〜こちら妖怪新聞社!〜